# MoviePass
MoviePass公司（MoviePass, Inc.）曾是美国的一家訂閱制电影出票服务，其主要持股者为赫利俄斯马西森分析公司。
该公司成立于2011年，总部设于纽约市。该公司的服务允许每名订阅用户在支付定额月费后每月换取最多三张电影票。用户利用该服务的流動應用程式在电影院签到，选择电影和放映时间，之后等同于该场次电影票的金额会转入绑定的预付费借记卡中，并以此在影院完成购票交易。
该服务经历过多次价格结构调整。在最初上线时必须要通过邀请方可注册（包括每月仅限2到3部影片和“无限量”的套餐，价格根据市场大小浮动），到了2017年8月，赫利俄斯马西森分析公司收购该服务后，将付费模式变成每月支付$9.95即可每日观看一部电影。据称，这次价格调整是为了扩大该服务的用户群，以便更好的收集用户观影习惯相关的信息。
MoviePass曾被《商业内幕》网站称为是“2012年最具破壞性創新的25款手机应用”之一，以及“2012年度最佳事物”之一。2017年的商业模式调整十分成功，吸引了大批用户，截至2018年2月，该服务的订阅用户数达到2百万。同月，该公司在圣丹斯电影节宣布其收购了全新子公司MoviePass风险投资（MoviePass Ventures），并将通过该子公司发行电影。
在发布之初，MoviePass就面临来自主要院线的反对，尤其是AMC電影院，质疑其商业模式和可持续性。2018年7月，对MoviePass的担忧进一步加剧：为了谈判获得更多贷款，该服务不得不暂时关停一天，并开始采取多种限制手段，诸如削减无限量套餐到每月仅可免费获得三张电影票（超过三张后需要支付折扣价）、增设高峰期附加费用、屏蔽热门电影，最终将可观看电影限制在该服务公布的6部电影名单内（此名单上的电影每日轮换）。
2019年9月14日，MoviePass关闭了移动端的出票服务。2020年1月28日，MoviePass的母公司申请美国破产法第七章破产清算，并宣布将停止一切商业活动。

## 历史

### 初创
MoviePass成立于2011年， 创办人为科技与娱乐业企业家斯泰西·斯派克斯（Stacy Spikes）和哈梅特·沃特（Hamet Watt）。该公司由包括True Ventures、AOL Ventures、Lambert Media、Moxie Pictures等主要投资者投资。
2011年6月，该公司宣布在旧金山开始测试。在初测期间，他们遭遇了来自院线方面的阻力，公司因此被迫进入“临时休整”。最初，MoviePass使用兑换券系统。会员在家中打印兑换券后前往指定影院兑换电影票。2011年8月，该公司和Hollywood Movie Money公司合作，使用其已有的兑换券系统和影院网络。
在用户抱怨兑换券系统过于麻烦后，该系统被取代。2012年10月，随着全国公测的展开，该服务开始转用手机应用和电子预充值借记卡。尽管MoviePass声称其服务在所有接受主流银行卡的影院均可刷卡使用，但他们仍遭遇来自业界的敌视，如AMC電影院就曾公开和该服务划清界线。
2016年6月，MoviePass任命前网飞、Redbox高管米奇·洛韦作为其新首席执行官。洛韦自2014年其就开始担任该公司的顾问。在洛韦的领导下，该服务开始尝试不同的价格机制。洛韦表示他的最终目的是低端服务月费约20美元，高端服务（包括无限量电影票和3D电影）月费约100美元。在部分地区，该服务曾尝试向用户提供不同的订阅套餐，例如月费50美元每月可观看6部电影的套餐，或是每月99美元可无限量观看的套餐，且两者均允许观看3D电影。这一新方案招致批评，认为这是针对“不赚钱的”高频使用者的恶意-提价。
2016年7月，MoviePass宣布自9月起将执行全新的价格结构，根据每月可观看电影数分为2部、3部和无限量三档。根据地区不同价格会有差别，例如在小市场中，每月2部电影的套餐月费为15美元，而在大市场则要支付21美元。不限量套餐也做了修改，去除了之前每24个小时区间内仅可观看一部电影的限制，价格则为40到50美元。洛韦声称，新的套餐是为了吸引那些不常去电影院的人。2016年12月，该服务的订阅用户数为2万人。

### 成为赫利俄斯马西森分析公司子公司
2017年8月，MoviePass的多数股权售给了赫利俄斯马西森分析公司。在交易完成的同时，该公司宣布无限量套餐的价格将会降至每月$9.95，允许用户每天观看一部电影。洛韦解释称，“根据我们多年的研究和分析，人们想更频繁地前往电影院观影，但是电影票价格不断上涨，导致大家无法如愿。我们致力于让电影票价格更加亲民”。赫利俄斯马西森分析的首席执行官泰德·法恩斯沃思（Ted Farnsworth）称，他们希望增加用户群大小，以便更好分析人们的观影习惯，进行定向广告宣传。法恩斯沃思将自己的商业模型类比做脸书和谷歌，它们都提供免费服务，但是通过收集用户个人数据来贩卖广告。在宣布新价格后，公司网站因为大量访问流量而崩溃。2017年9月，订阅用户数量上涨至40万人，10月中旬升至60万人，12月突破1百万人大关，在2018年2月突破2百万人。2018年6月，该公司在其新闻通稿中表示，付费用户数已经突破3百万人。
赫利俄斯马西森分析在2017年12月到2018年2月20日之间向MoviePass预付了5500万美元。MoviePass将这些预付款由负债转为资本。赫利俄斯马西森分析的持股比重因此从62.4%升至81.2%。在另外3500万美元预付款转为资本后，赫利俄斯马西森分析的持股比重涨到了91.8%，其董事会因此可以单方面发起并购交易。2018年1月19日在圣丹斯电影节上，MoviePass公布了其全新子公司MoviePass风险投资，其将与传统发行商合作发行电影。
2018年2月，对于新用户，如果他们预付整年的话，月费将降至$7.95。3月时，价格进一步降至$6.95。2018年4月，赫利俄斯马西森分析从威訊通訊手中买下电影场次查询网站Moviefone，威讯因此持有部分MoviePass股份。
同样是在2018年4月，MoviePass悄然停止无限量套餐的新用户注册，转而推出每月仅可观看3部电影的限量套餐，捆绑赠送三个月的iHeartRadio会员。洛韦表示，他不确定之前的无限量套餐是否还会重回市场，他解释道“我们总是在尝试不同的东西。每次我们尝试新的促销方案，我们从来不会设置一个截止日期”。同时生效的另一个变更则开始阻止MoviePass用户重复观看“特定的”电影。两周之后，每月$9.95的无限量套餐重新上线，但是限量套餐价格更为优惠（$7.95）。洛韦表示他们公司“完全致力于”确保提供无限量套餐。

#### 财务危机
2018年5月，Moviepass的现金支出超过其收入，亏损4000万美元，该公司宣布预计6月份的亏损将达到4500万美元。6月底，《福布斯》报道，MoviePass在AMC影院推出竞争服务AMC Stubs A-List之时，将开始针对热门影片和黄金时段手续新高峰期附加费。在高峰期时段，附加费用为2到6美元。2018年夏，该公司开始出售1.64亿美元的债券。MoviePass表示，顾客每月可以免除一次高峰期附加费。在该月末，MoviePass宣布其将开始贩售周边商品。
7月2日，赫利俄斯马西森分析的公告称其计划募款12亿美元，以确保MoviePass有偿付能力。公告表示其计划售卖债券和股票。7月26日，在经历了一次“服务中断”后，该公司表示他们不得不借款500万美元以保证日常运营，审计师则表示对于该公司是否可以继续经营持怀疑态度。在服务中断时间后的周末，有报道称MoviePass屏蔽了《不可能的任務：全面瓦解》的放映场次。之后的周一，该公司表示他们将屏蔽即将上映的大片，如《巨齿鲨》（预计首周票房为2000万美元），但是还会允许用户观看一些小制作电影，但是高峰期票价依然适用。
2018年8月6日，MoviePass取消了之前宣布的将月费由$9.95涨至$14.95的计划，转而将用户每月可免费得到的电影票数量限制在3张，超出部分则以每张优惠5美元的价格出售。MoviePass称这一举措是为了“保障我们公司的持续经营，阻止对于服务的滥用”。2018年8月16日，MoviePass宣布将开始限制可选电影的范围，“每天将有最多6部影片可供选择，其中包括新上映的大制作电影和独立制作电影”。
在2018年8月初，赫利俄斯马西森分析完成了对Emmett Furla Oasis影业的收购，并将其改为MoviePass的子公司——MoviePass影业。8月24日，MoviePass宣布停止提供之前已经预付全年的无限量套餐，所有订阅用户都将被转到限量的月付套餐上。如果不愿意变更至新套餐，用户需要在8月31日前退订，并会按剩余订阅时长折算退款，但是根据服务协议，退订的用户在9个月内不得再重新注册。到了10月，有报道称已经有超过100万用户推定，2019年4月时，MoviePass的付费用户人数已经跌至22.5万人，和其最高峰时相比损失超过九成。
2018年11月，部分用户在旧金山发起对该公司的集体诉讼，指出其屏蔽多部热门电影的做法违背了其承诺。2019年2月2日，另一起在纽约州法院提起的诉讼指责MoviePass的行为是偷梁换柱。
2019年9月14日，该公司宣布关闭服务，原因是“我们目前为止为MoviePass筹集资金的努力未获成功”。9月17日，泰德·法恩斯沃思辞任MoviePass首席执行官，并希望出售MoviePass及其相关业务。